# 星中路駅
座標: 北緯31度9分37秒 東経121度21分49秒 / 北緯31.16028度 東経121.36361度
星中路駅（せいちゅうろえき）は上海市閔行区に位置する上海地下鉄9号線の駅である。

## 駅構造
- 島式ホーム1面2線を有する地下駅。

## 歴史
- 2007年12月29日 - 開業。

## 隣の駅
上海軌道交通
■9号線
七宝駅 - 星中路駅 - 合川路駅